# Каппони, Луиджи (скульптор)
Луиджи Каппони, также Луиджи ди Джампьетро, Луиджи ди Пьетро, Алоизий Петри Каппонис де Медиолано (итал. Luigi Capponi, Luigi di Giampietro, Luigi di Pietro, Aloysius Petri Capponis de Mediolano — «Алоизий Петри Каппонис из Милана»; ок. 1450, вероятно, Клаино-кон-Остено, Ломбардия — после 1506, Рим) — итальянский скульптор периода кватроченто — раннего Возрождения. Мастер монументально-скульптурных надгробий. Работал главным образом в Риме в сотрудничестве с двумя выдающимися скульпторами своего времени, Андреа Бреньо и Мино да Фьезоле.

## Биография
О его молодости и образовании ничего не известно. Поскольку в его произведениях, особенно выполненных в мастерской Джованни Антонио Амадео в Риме, прослеживается влияние ломбардской школы, можно сделать предположение, что он мог получить образование на одной из крупных строек Ломбардии, таких как Миланский собор или Чертоза-ди-Павия.
Впервые художник упоминается 8 июля 1485 года в контракте на надгробный памятник архиепископу Франческо Брусати в церкви Сан-Клементе в Риме, который был подписан «магистром мраморщиков» Якобусом Доминичи де ла Пьетра де Каррариа и Алоизием Петри Каппонисом де Медиолано (Луиджи Каппони из Милана).
Надгробие принадлежит к типу пристенных гробниц, распространённых в скульптуре римского кватроченто, где покойный изображён лежащим на саркофаге внутри богато декорированной стенной ниши. Проект во многом следует композиции гробницы Кристофоро делла Ровере в церкви Санта-Мария-дель-Пополо в Риме, созданной в 1477 году Андреа Бреньо. Стилевая близость работы Каппони к Андреа Бреньо позволяет предположить, что Каппони работал в его кругу в Риме. Бреньо в 1476 году уже сотрудничал с Джованни Далматой в церкви Сан-Клементе над надгробием кардинала Бартоломео Ровереллы. Второй документ, датированный 8 марта 1496 года, касается алтаря в римской церкви Санта-Мария делла Консолационе, где Каппони обязуется за девять месяцев создать мраморный табернакль с распятым Христом между Марией и Иоанном Богословом. Умение художника выразительно передавать эмоции проявляется в фигурах Марии и Иоанна. Одним из условий заказчика Микеле Бостароно де Мартино было то, что головы Марии и Иоанна должны находиться на уровне ног распятого Христа, что создавало некоторую композиционную трудность, успешно преодолённую художником.
Важная работа Каппони, приписываемая ему на основании стилевых сравнений, — это надгробный памятник братьев Антонио и Микеле Бонси в церкви Сан-Грегорио-Маньо в Риме, на котором портреты умерших изображены в виде бюстов, а также гробницу Лоренцо Оддоне Колонна (1484) в нартексе церкви Санти Апостоли. Использование портретных бюстов также относится к месту происхождения Каппони, Милану, где бюсты уже давно использовались в подобных сепулькральных (могильных) композициях.

## Галерея

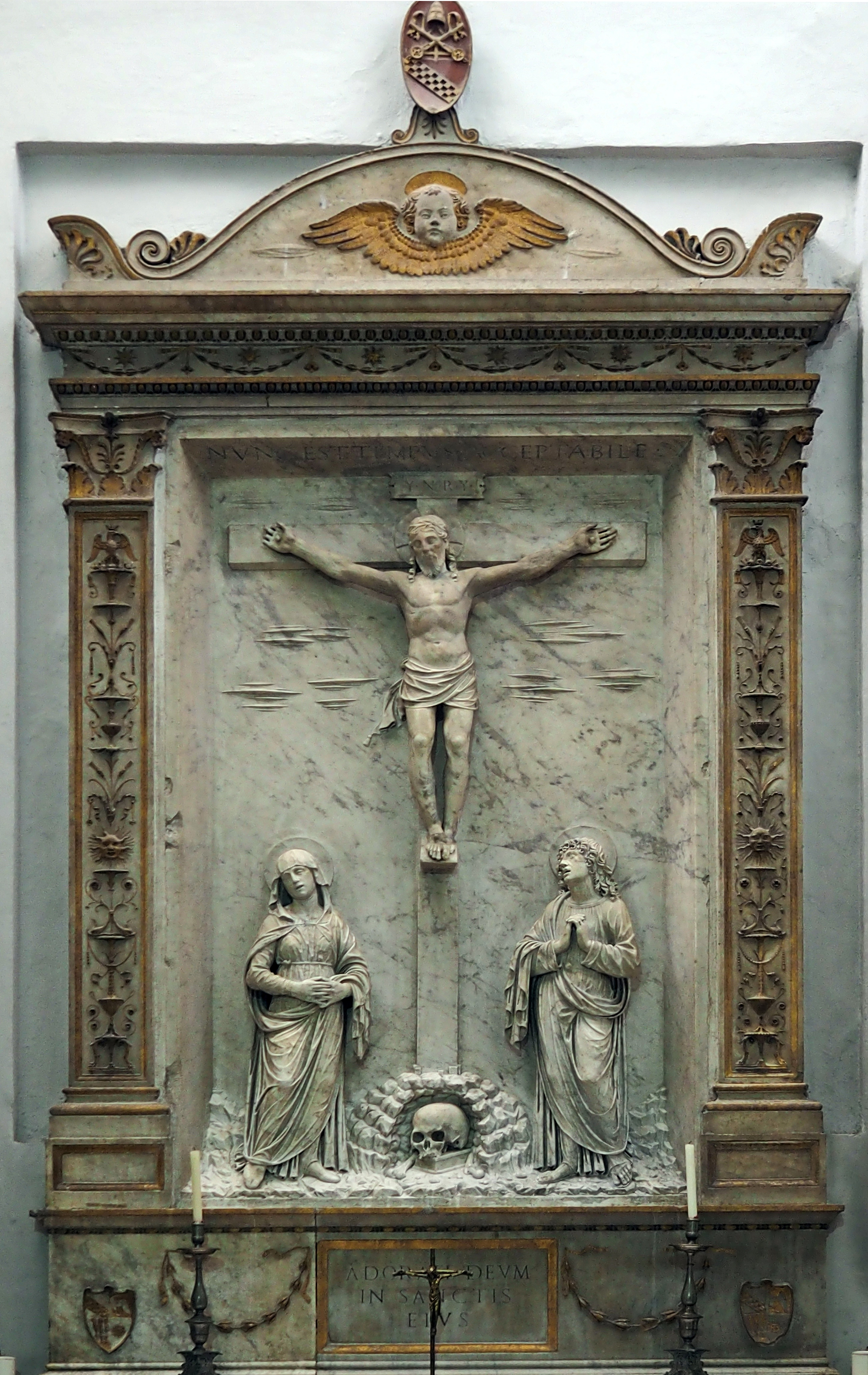
Распятие. Ок. 1490. Мрамор. Сакристия церкви Санта-Мария делла Консолационе, Рим
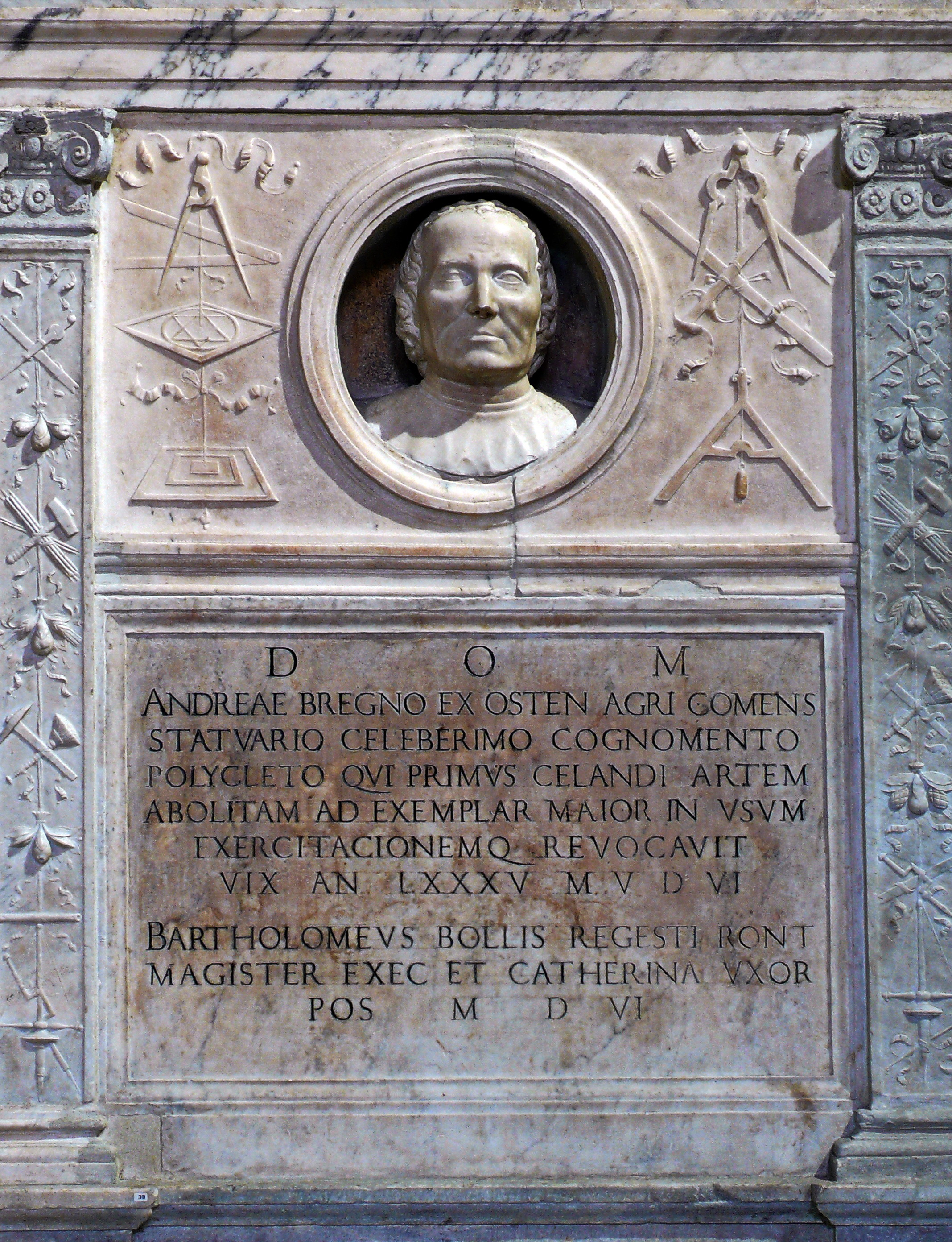
Монумент скульптору Андреа Бреньо. Церковь Санта-Мария-сопра-Минерва, Рим
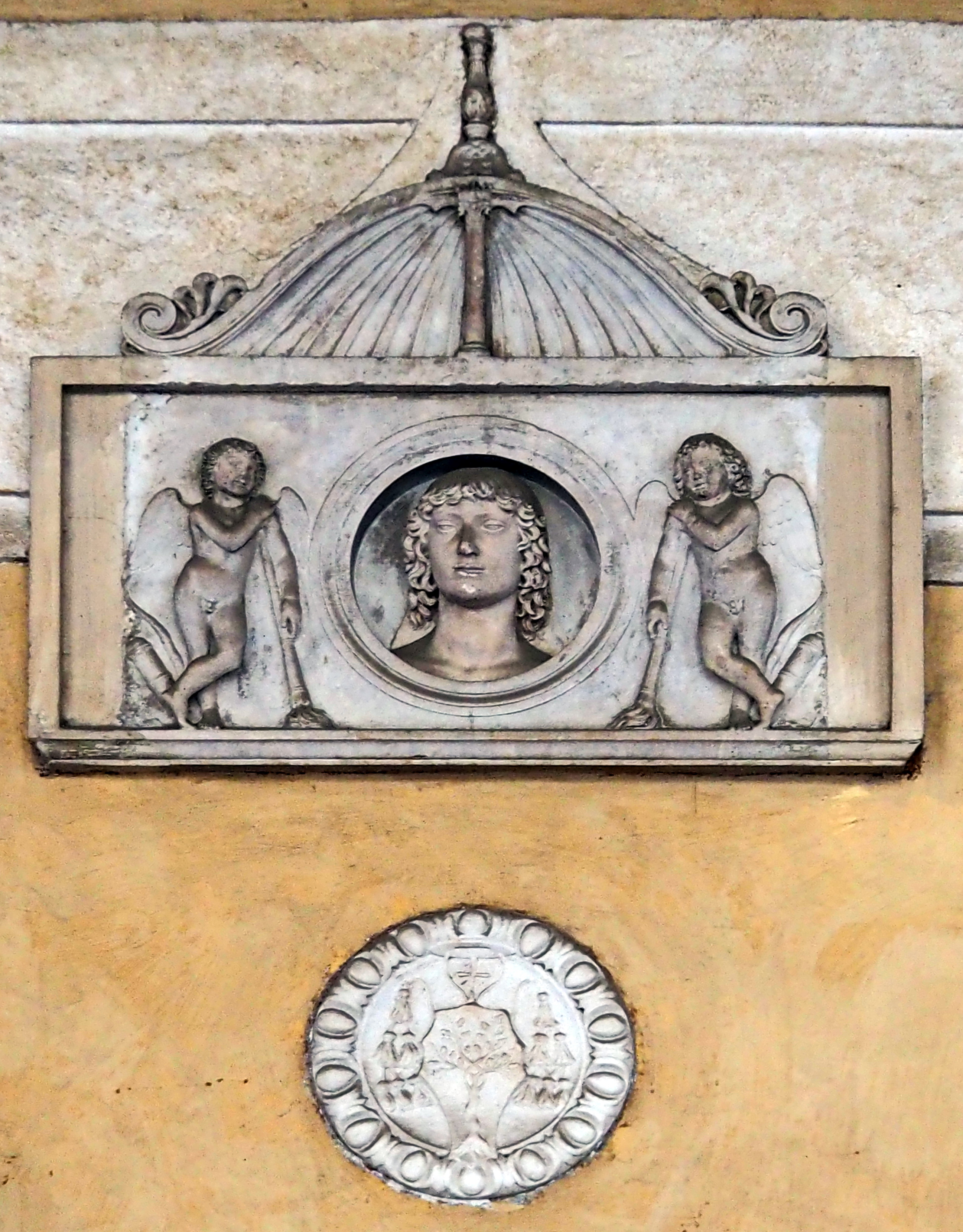
Гробница Лоренцо Оддоне Колонна. 1484. Нартекс церкви Санти Апостоли, Рим
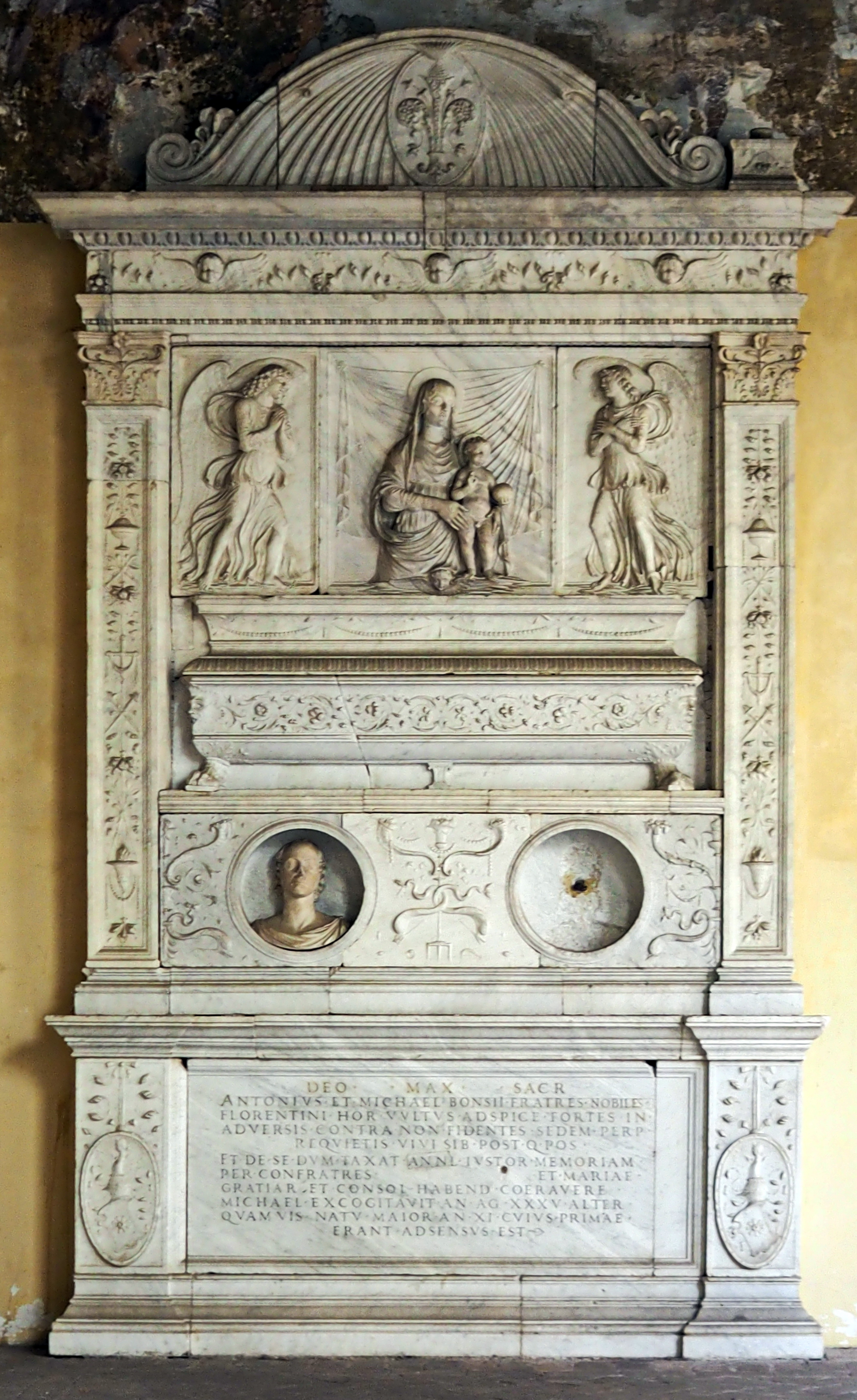
Надгробие братьев Антонио и Микеле Бонси в церкви Сан-Грегорио-Маньо, Рим
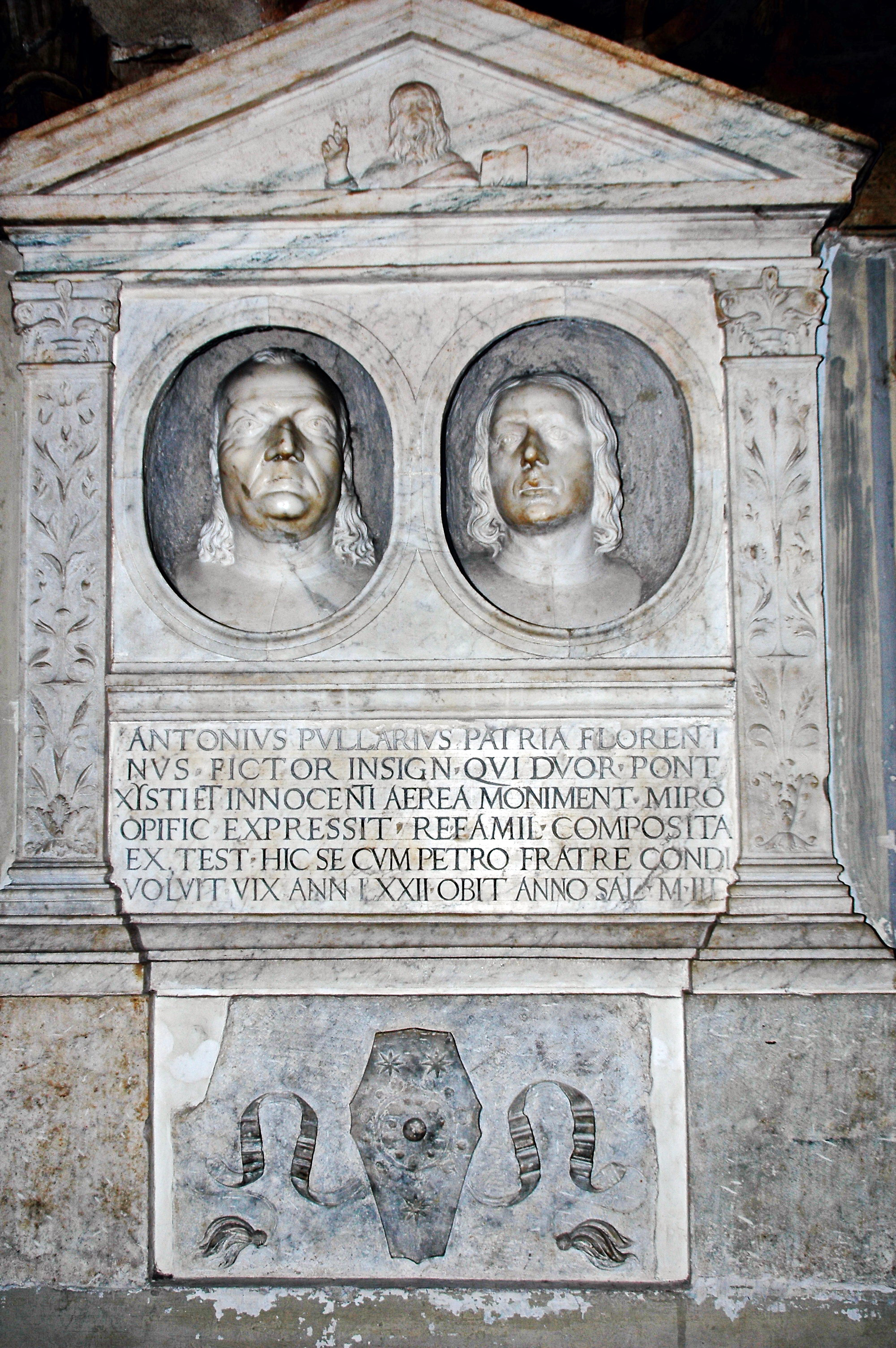
Надгробие Антонио и Пьетро Полайоло. После 1498. Церковь Сан-Пьетро-ин-Винколи, Рим
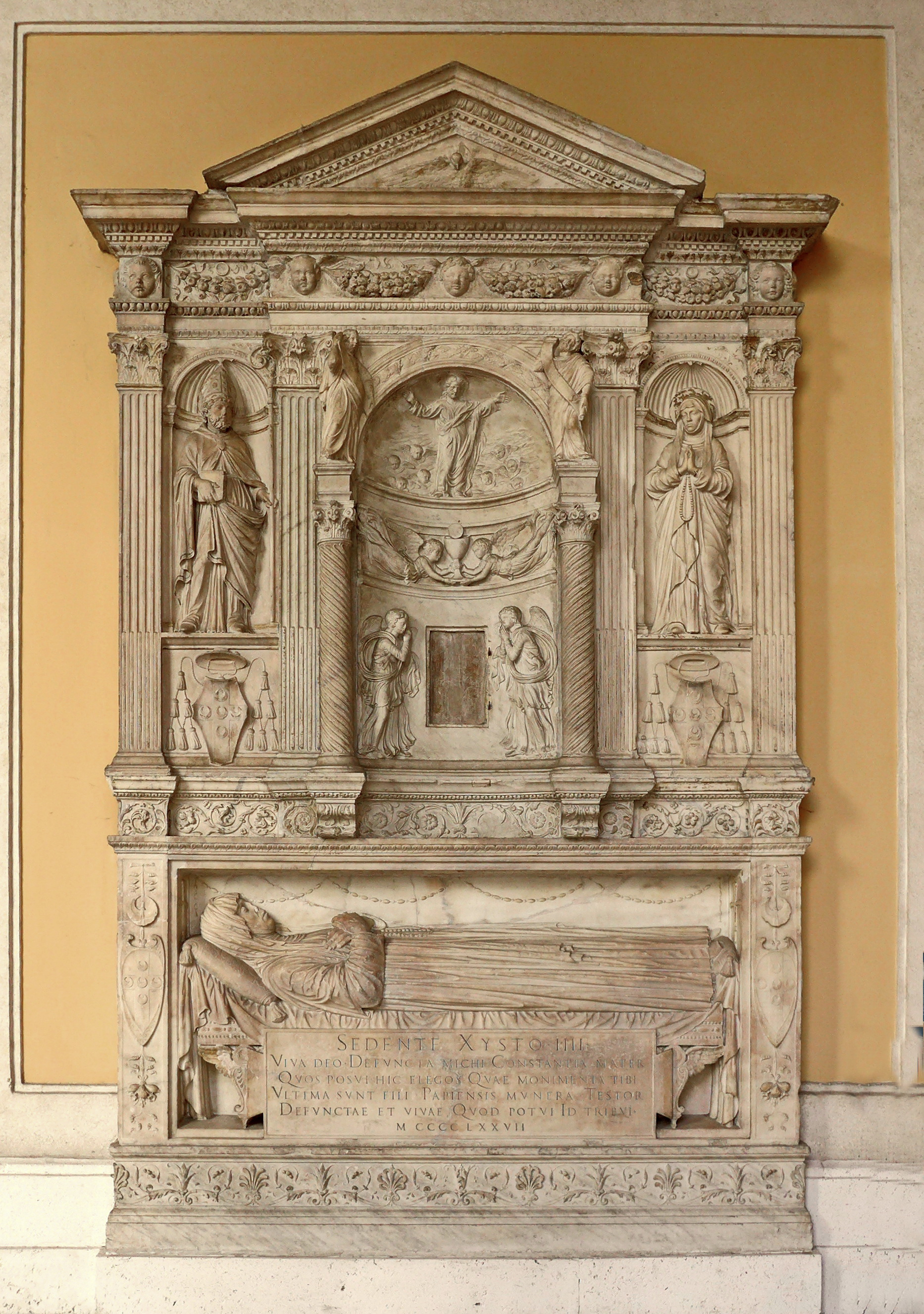
Памятник Констанце Амманати. 1477. Церковь Сант-Агостино, Рим
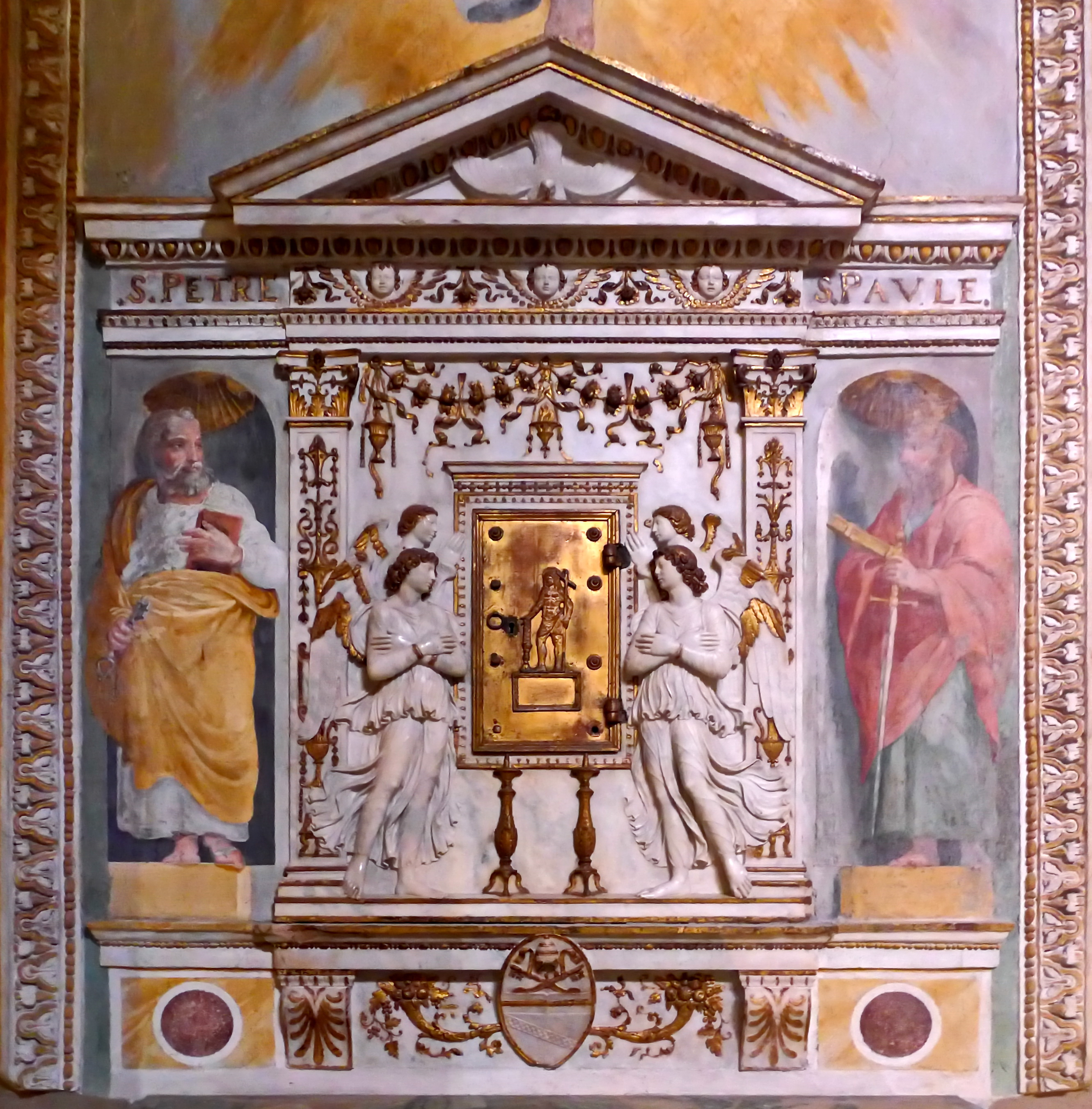
Табернакль «Четырём коронованным святым c апостолами Петром и Павлом». Базилика  Санти-Куаттро-Коронати, Рим
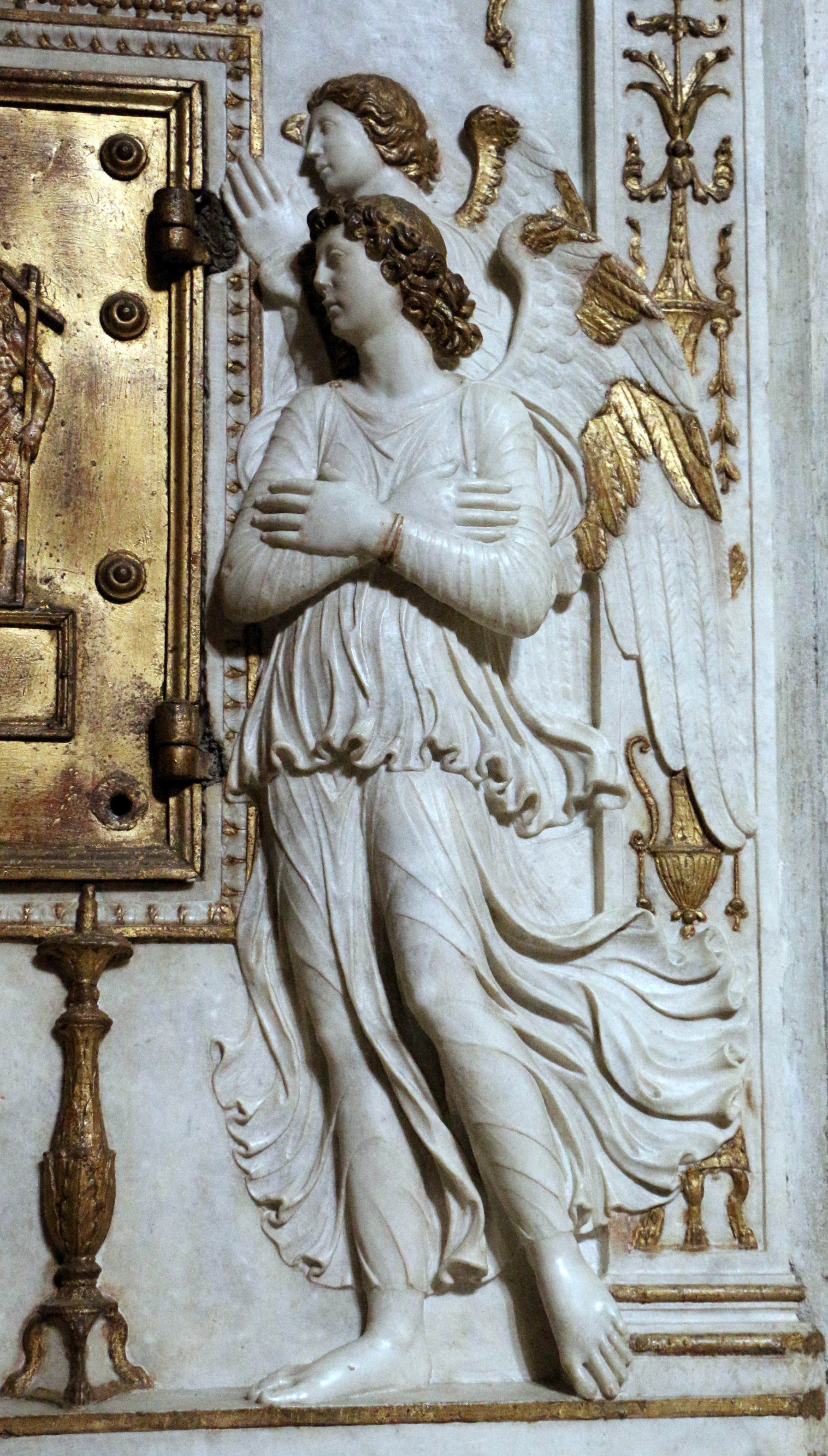
Деталь табернакля